# Riedelia
Riedelia Oliv. – rodzaj roślin z rodziny imbirowatych. Obejmuje 77 gatunków występujących na Molukach, Nowej Gwinei i Wyspach Salomona.

## Morfologia
PokrójWieloletnie rośliny zielne, naziemne lub niekiedy epifityczne.
KwiatyRosną od 1 do 3 w dwurzędkach zebranych zwykle w luźny, groniasty kwiatostan wyrastający wierzchołkowo na łodydze lub czasami w zwarty kwiatostan wyrastający na bezlistnej szypule. Podsadki małe i krótkotrwałe lub nieobecne. Przysadki nieobecne. Okwiat żółty do pomarańczowego. Listki kielicha zrosłe w cylindryczną rurkę, z jednej strony rozszczepioną, krótkotrwałe. Listki korony zrośnięte w rurkę, krótszą lub dłuższą od kielicha, o dolnym listku kapturkowato zakończonym, czasami dziobowatym. Boczne prątniczki nieobecne. Warżka wzniesiona, dwułatkowa do dwusiecznej, zrośnięta z bocznymi listkami korony i podobnej do nich długości. Nitki pręcików krótkie i szerokie. Zalążnia jedno- lub trójkomorowa.
OwocMięsista, kulistawa do elipsoidalnej, pękająca torebka. Nasiona z umiejscowioną u ich nasady, niekiedy kielichowatą osnówką.

## Systematyka
Pozycja systematycznaRodzaj należący do plemienia Riedelieae, podrodziny Alpinioideae w rodzinie imbirowatych (Zingiberaceae).
Wykaz gatunków
- Riedelia affinis (Ridl.) K.Schum.
- Riedelia alata Valeton
- Riedelia albertisii (K.Schum.) K.Schum.
- Riedelia angustifolia Valeton
- Riedelia areolata Valeton
- Riedelia arfakensis Valeton
- Riedelia aurantiaca Ridl.
- Riedelia bicuspis Ridl.
- Riedelia bidentata Valeton
- Riedelia bismarcki-montium K.Schum.
- Riedelia brachybotrys Valeton
- Riedelia branderhorstii Valeton
- Riedelia brevicornu Valeton
- Riedelia brunneopilosa Govaerts
- Riedelia capillidens Gilli
- Riedelia charontis M.F.Newman
- Riedelia corallina (K.Schum.) Valeton
- Riedelia cordylinoides (Ridl.) R.M.Sm.
- Riedelia curcumoidea P.Royen
- Riedelia curviflora Oliv.
- Riedelia decurva (Ridl.) Valeton
- Riedelia dolichopteron Valeton
- Riedelia epiphytica Valeton
- Riedelia erecta Valeton
- Riedelia eupteron Valeton
- Riedelia exalata Valeton
- Riedelia ferruginea Valeton
- Riedelia flava Lauterb. ex Valeton
- Riedelia fulgens Valeton
- Riedelia geanthus Valeton
- Riedelia geluensis Valeton
- Riedelia geminiflora Valeton
- Riedelia graminea Valeton
- Riedelia grandiligula Valeton
- Riedelia hirtella Ridl.
- Riedelia hollandiae Valeton
- Riedelia insignis (Warb.) K.Schum.
- Riedelia klossii Ridl.
- Riedelia lanata (Scheff.) K.Schum. ex Valeton
- Riedelia lanatiligulata Ridl.
- Riedelia latiligula Valeton
- Riedelia ligulata Ridl.
- Riedelia longifolia Valeton
- Riedelia longirostra Valeton
- Riedelia longisepala Ridl.
- Riedelia macranthoides Valeton
- Riedelia macrothyrsa Valeton
- Riedelia maculata Valeton
- Riedelia marafungensis P.Royen
- Riedelia maxima Valeton
- Riedelia microbotrya Valeton
- Riedelia minor Valeton
- Riedelia monophylla K.Schum.
- Riedelia montana Valeton
- Riedelia monticola Valeton
- Riedelia nymanii K.Schum.
- Riedelia orchioides (K.Schum.) Valeton
- Riedelia paniculata Valeton
- Riedelia plectophylla (K.Schum.) Govaerts
- Riedelia pterocalyx (K.Schum.) Valeton
- Riedelia pulcherrima Ridl.
- Riedelia purpurata Ridl.
- Riedelia rigidocalyx Lauterb. ex Valeton
- Riedelia robusta Valeton
- Riedelia rosacea P.Royen
- Riedelia schlechteri Valeton
- Riedelia sessilanthera Valeton
- Riedelia stricta K.Schum.
- Riedelia subalpina P.Royen
- Riedelia suborbicularis P.Royen
- Riedelia subulocalyx Valeton
- Riedelia tenuifolia Valeton
- Riedelia triciliata Ridl.
- Riedelia umbellata Valeton
- Riedelia urceolata Valeton
- Riedelia whitei Ridl.
- Riedelia wollastonii Ridl.

## Znaczenie użytkowe
Riedelia corallina stosowana jest w medycynie tradycyjnej Sepiku Wschodniego w łagodzeniu skurczy menstruacyjnych.